# Königsbrunn
Königsbrunn (Swabia: Kenigsbrunn ) là thị trấn lớn nhất của huyện Augsburg, thuộc bang Bayern, Đức. Nơi đây nằm ở tả ngạn sông Lech, cách Augsburg khoảng 10 km về phía nam.